# Франкенщайн (роман)
Вижте пояснителната страница за други значения на Франкенщайн.
„Франкенщайн или новият Прометей“ (на английски: Frankenstein: or, The Modern Prometheus) е роман на Мери Шели, който през 1818 г. първоначално е публикуван анонимно. Той разказва историята на младия швейцарец Виктор Франкенщайн, който изкуствено създава човешко същество в известния тогава университет Инголщат.
Действието е предадено под формата на комбинация от епистоларен роман и класически разказ от първо лице. Виктор Франкенщайн разказва своята история на един ръководител на изследователската експедиция, същевременно и собственик на кораба, който го спасява в Арктика. Франкенщайн дава ясно да се разбере, че неговата история трябва да бъде предупреждение към публиката и читателят, затова романът е приет като учебна материя: Той предупреждава за един безграничен човешки разум, който приема самия себе си за Бог и си присвоява правото да създаде сам жива материя. Фигурата на Виктор Франкенщайн наподобява както Фауст на Гьоте, така и Прометей от гръцката митология.

## Герои

### Виктор Франкенщайн
Виктор, първородно дете на Алфонс и Каролин Франкенщайн, е роден в Неапол и отраства след това в Женева. Още в ранна възраст е много интелигентен и изпълнен от неутолима жажда за знания. Именно тя го подтиква да учи в университета Инголщат, където в своето необмислено усърдие сътворява чудовището. Когато осъзнава катастрофалния размер на хюбристичното си деяние, възторгът му се превръща в отвращение, потрес и започва да упреква себе си. Чрез опита да избяга от отговорност за действията си, той става виновен.

### Чудовището на Франкенщайн
Чудовището (в оригинал на английски creature или daemon) – не се описва подробно какви материали използва Виктор Франкенщайн за сътворението на съществото и по какъв начин му вдъхва живот. В самото начало Виктор иска да направи съществото красиво и добре сложено, но впоследствие съсредоточава усилията си твърде много върху своята истинска цел (да вдъхне живот), така че занемарява първоначалното си намерение.
Външен вид
„Жълтата му кожа плътно обтягаше мускулите и артериите, косата му се вееше, черна и лъскава, зъбите му бяха бели като бисери, но всичко това контрастираше още по-зловещо с воднистите очи, които почти не се отличаваха по цвят от очните кухини, сухата кожа и черната цепка на устата.“ 
Освен това е високо около 8 фута (2,44 м) и притежава нечовешка сила. Понася студът и жегата много по леко от нормалния човек и се нуждае от много по-малко храна.
Характер
Мъжкото чудовище първоначално не е нито лошо, нито добро, а по-скоро наивно. Едва след време се научава да възприема света и събира опит, който довежда до изграждането на неговата индивидуалност. Въпреки доброжелателните и приятелските си опити за сближаване с хората, той не сполучва и се натъква многократно на враждебното им отношение. Разочарованието, тъгата и самосъжалението не намират почва и се превръщат в омраза и ярост към сътворителя (Виктор Франкенщайн). То разбира, че най-големият проблем на съществуването му, без всякакви напътствия, е самотата. Затова започва да търси сътворителя си, за да може той да направи второ същество, една жена. Чудовището се надява, че от също толкова грозно същество като него, може да получи любов и привързаност. Но когато тази надежда не сполучва, везните се накланят в полза на злото: чудовището решава да си отмъсти на създателя си, но все пак не иска да го убие, а да му причини толкова много болка, колкото то самото е преживяло. Това, че убива други хора, които са в обкръжението на Виктор, е просто средството за изпълнението на целта му.
Ключов момент във „Франкенщайн“ е срещата на чудовището със създателя си в Алпите. От нея читателят може да научи много за същността на характера на съществото. Кризата на личността, в която се намира то, основаваща се на неизяснеността на произхода му и контрастиращите различия с другите хора, играе водеща роля. През целия роман съществото така и не получава собствено име. Също така и проблемите с интегрирането на „чудовището“ в обществото трябва да бъдат разбрани като един вид напомняне за това, че така нареченото чудовище не е толкова същество, всяващо страх, колкото едно безпомощно и отчаяно създание, което не отговаря на нормите на обществото и затова не бива прието. На практика Мери Шели не упреква директно Виктор, понеже той е „сътворил“ съществото. Тя му приписва много по-често, че е „лош баща“, който оставя „детето“ си да падне, защото го намира за твърде грозно.

### Робърт Уолтън
Той е амбициозен млад мъж с непознаващ граници устрем да постигне велики неща. Затова той организира експедиция, за да достигне Северния полюс. Докато корабът му е обграден от ледени късове, той среща смъртно болния Виктор Франкенщайн, за когото се грижи и който му разказва историята си. Писмата на Уолтън до сестра му оформят самата история.

### Елизабет Лавенца
Бидейки дъщеря на благородник от Милано и на вече починала майка германка, Елизабет е отраснала при приемни родители в бедни условия. На 5 години бива осиновена от семейство Франкенщайн и отгледана като братовчедка на Виктор. Тя е кротка и се занимава с произведенията на поети. С Виктор, който има сходни интереси, тя изгражда много силна връзка, която накрая завършва със сватба. В първата брачна нощ тя е убита от чудовището за отмъщение.

### Алфонс Франкенщайн
Алфонс Франкенщайн е бащата на Виктор и братята му. Преди това е бил член на градския съвет, но вече е стар и болнав. Многото нещастни случаи се отразяват зле на здравето му и той умира само няколко дена след убийството на Елизабет от разбито сърце.

### Уилям Франкенщайн
Уилям е най-малкият брат на Виктор. Когато при една игра на криеница той среща чудовището, то го удушава. Не става напълно ясно дали е умишлено убийство или нещастен случай, защото съществото все още не познава силите си. Така или иначе Уилям е първата му жертва и така то разбира, че може да бъде причинителя на тъга и нещастие, не само потърпевшия.

### Жюстин Мориц
Жюстин Мориц е наета от Каролин Франкенщайн, когато е била на 12 години, да помага в домакинството и оттогава е прислужница и подчинена. Тя е изцяло отдадена и вярна на семейството и веднага се отправя да търси Уилям. Когато тя заспива от изтощение в плевнята, чудовището я набеждава за убийството като ѝ слага в дрехите медальона на Уилям. Така Жюстин е обвинена за убийството на момчето и е екзекутирана. Първото ѝ име е един вид заигравка с английската дума justice (справедливост).

### Хенри Клервал
Хенри е син на един женевски търговец. За разлика от Виктор, той се интересува по-скоро от големите теми на обществения живот – приключения, морал, етика, политика. Въпреки това двамата са много добри приятели от училище. Той следва Виктор в университета Инглощат и после го съпровожда до Англия и Шотландия, за да се дообразова там. Той не подозира неговите тайни дейности. Когато Виктор унищожава своето второ творение точно преди завършването му, чудовището удушава Хенри от сляпа омраза. Опитът му да натопи Виктор за убийството не сполучва.

### Ернест Франкенщайн
Ернест Франкенщайн е със 7 години по-млад от Виктор и е средният брат. Той не заема главна роля в историята, но накрая е единственият от семейство Франкенщайн, който преживява трагедията.

## Написване на романа
Мери Шели пише своя роман във вила „Диодати“ в близост до Женевското езеро. Тя прекарва лятото на 1816 г. заедно със своята доведена сестра Клеър Клеърмонт и своя тогавашен съпруг Пърси Биш Шели при лорд Байрон и неговия придворен лекар Джон Полиодри. Тази година се помни от историята като годината без лято, вследствие на изригването на вулкана Тамбора една година преди това. Заради лошото време присъстващите не можели често да излизат от къщата. Така те решават всеки да напише една страшна история и да я представи на останалите. Мери Шели пише историята за Франкенщайн, а Джон Уилям Полидори – „Вампирът“ – история за вампири, предхождаща написването на „Дракула“ от Брам Стокър.

## Фактори за написване на романа
Съпругът на Мери Шели Пърси е бил като дете често при шотландския доктор Джеймс Линд, който заедно с Луиджи Галвани както и много други, се е занимавал с експерименти с жаби в началото на 19 в. Точно е била изобретена през 1800 г. първата електрическа батерия. Със създаването на волтовия стълб, наименуван на италианския физик Алесандро Волта, започва епохата на електричеството. Чрез апаратурата на Волта, която е почти половин метър висока, е можело да се създава напрежение до 100 волта, което е било напълно достатъчно за да се предизвика движение в мускулите на мъртви тела на животни и хора. Също и племенникът на Галвани Джовани Алдини е бил галванист и е провеждал необичайни експерименти.
Така пре 1818 г. е било назряло пренаписване на литературната история по тази тема. За целта авторката би трябвало да е имала личен достъп до материали, и то дори поне 5 години преди анонимното публикуване на историята ѝ. Чрез своя съпруг Пърси Шели, с когото тя се запознава, когато е на 16 г. и през 1816 г. се омъжва за него, тя има достъп до материята, защото той е най-благонадеждният източник в близкото ѝ обкръжение, който разговаря с нея за експериментите на Галвани. Електричеството играе главна роля в романа (от гледна точка на изобретяването му в началото на 19 в.), тъй като е използвано като средството за съживяване. Други източници на вдъхновение за Мери Шели са експериментите на геолога Андрю Юр, както и на доктор Еразмус Дарвин, дядо на Чарлс Дарвин.
Някои интерпретации тълкуват образа на чудовището на Франкенщайн като символ на якобински терор, при който идеалите на Френската революция са изопачени и изменени, само защото отговорните от народа никога не са водили достоен човешки живот.
В онази глава от книгата, в която чудовището на Франкенщайн моли за създаването на негова спътница в живота, това което би било, ако осъществи своята утопична визия, се критикува от социалното вегетарианство, на което са били привърженици както Мери, така и Пърси Шели, а и лорд Байрон. Чудовището казва на Франкенщайн: „Храната ми не е като вашата – няма да убия нито агне, нито козле, за да заситя апетита си, стигат ми жълъдите и дивите плодове. Моята другарка ще бъде като мен и ще се задоволява със същото. За легло ще ни служат сухите листа, слънцето ще ни свети, както свети за всички хора, и лъчите му ще карат храната ни да зрее. Картината, която ти рисувам, е мирна и човечна и ти не може да не почувствуваш, че да я отхвърлиш, значи да проявиш излишно властолюбие и жестокост.“ 

## Йохан Конрад Дипел като първообраз на Франкенщайн
В едно писмо от 1968 г. от Дейвид т. Ръсел до списание Лайф той предполага, че написването на романа „Франкенщайн“ е вдъхновено от замъка Франкенщайн в Дармщат. При това твърдение той ясно се позовава на повърхностна и неточна интерпретация на много отдавна разказана легенда за рицаря Георг фон Франкенщайн.
Историкът Раду Флореску установява връзка с алхимика Джон Конрад, който е роден в замъка. Мери Шели посещава замъка и разбира за легенди за алхимици, които вдъхновяват написването на романа ѝ.
Журналистът Уалтър Шеле, който работи като екскурзовод на туристи в замъка, допълва тезата на Флореску, че е съществувало писмо, което е посветено от Якоб Грим на доведената майка на Шели, и че в него разказва една страшна история за магьосник, който живее в замъка Франкенщайн и сътворява ново същество от откраднати части на човешки тела.
Нови проучвания показват, че заключенията на Флореску и Шеле се основават на погрешни предположения.

## Други произведения, свързани с книгата
Независимо от историческите факти, статута на Дипелс като прототип на Франкенщайн намира почва в народната култура – подобно на недоказаното идентифициране на Граф Дракула с историческата фигура на Влад III Дракула. Заедно със спекулативната творба на Флореску, оприличаването на Дипел на Франкенщайн е обект на много фантастични произведения:
- Във фентъзи романът на Robert Anton Wilsons „Und die Erde wird beben“ Дипел е показан като бащата на чудовището и се казва Франкенщайн.
- Научнофантастичният роман „The Frankenstein Murders“ от Kathlyn Bradshaw показва Дипел като асистент на Виктор Франкенщайн.
- Комедийният сериал на Топс „Mary Shelley's Franckenstein“, състоящ се от 4 части, изобразява Дипел като голямо вдъхновение за героя на Шели.
- Комиксът на Warren Elli „Frankenstein's Womb“ предлага хипотезата, че всъщност Шели е посещавала замъкът Франкенщайн и е разбрала за Дипел преди да започне писането на романа си.
- Романът дебют на Christopher Farnsworth „Blutiger Schwur“ описва как един вампир се опитва да спре безсмъртния Дипел при сътворяването на армия от създания, подобни на Франкенщайн.
- Романът „Dippel's Oil“ на G.M.S. Altman ни представя един добросърдечен Дипел в модерните времена, объркан от своето влияние върху мита за Франкенщайн.
- Романът на Larry Correias „Monster Hunter Vendetta“ показва Дипел като сътворител на загадъчния характер на агент Франк.
- Романът „Düsteres Verlangen Die wahre Geschichte des jungen Victor Frankenstein“ от 2011 г. на Kenneth Oppels въвежда брат близнак на Виктор Франкенщайн, Конрад, наречен на алхимика Дипел.

Различните книги, даващи информация за живота на Мери Шели, назовават Дипел като възможна отправна точка за създаването на Франкенщайн. Литературоведът Миранда Сиймор твърди, че Мери Шели е водела бележки в дневника си за „gods (making entirely) new men“ малко след края на пътуванията си в областта на замъка Франкенщайн. Тя смята връзката за повече от просто съвпадение. Фактически Шели се натъква на това изказване много дни преди да го посети замъка.

## Психологическо тълкуване
В книгата „Франкенщайн“ и „Belle de Jour“ на Стефан Дьоринг и Хайди Мюлер фигурата на Виктор Франкенщайн се анализира с помощта на модерни психотерапевтични знания и е удостоверено, че той страда от шизотипно разстройство на личността или шизофрения. Франкенщайн проявява някои от симптомите (поведения), характерни за болестта МКБ-10: F21 – престъпност, оттегляне от социални контакти и изолация. Неговият мисловен свят е доминиран от псевдонауките и магическото мислене, той е склонен към параноични идеи, халюцинации, в определени периоди е очевидно депресиран и също така е склонен към латентно самоубийство. Според авторите неговото „чудовище“ е част от собствената му личност, която Франкенщайн сам е разделил от себе си. До подобно тълкуване е стигнал вече и Мартин Троп през 1976 г. в произведението си Mary Shelley´s Monster:the story of Frankenstein, виждайки в образа на Франкенщайн нарцистичен шизофреник или парафреник . По този начин чудовището би било вид на раздвояване на въображението.

## Екранизации
Книгата се екранизира още през 1910 г. от Edison Studios. Чудовището има по-скоро демоничен външен вид, с животински нокти и гротесково телосложение. Не се екранизират моментите с частите от човешките трупове, а е представено като алхимичен процес, който е заснет в сцените чрез тогавашните технически трикове.
Тогава през 1931 г. Джеймс Уейл преработва филма Франкенщайн за Universal Pictures като съблюдава филмовата експресионистична естетика и практики, а в главната роля е Борис Карлоф. Легендарният специалист по изграждането на маски Джак Пиърс дава визията на съществото, такова каквото го познаваме в съвремието. През 1935 г. излиза продължението – „Булката на Франкенщайн“, който набляга на най-пренебрегваните в предишния филм аспекти на литературно произведение и безпроблемно се свързва със събитията от първия филм. В следващия филм „Синът на Франкенщайн“ Борис Карлоф за последен път излиза на големия екран като чудовището на Франкенщайн.
В някои следващи филми на Universal през 30-те и 40-те години, идеята за Франкенщайн се комерсиализира и се използва частично само във второкласни продукции. Едва през 1958 г. британското Hammer-Studios успяват да популяризират филма „Проклятието на Франкенщайн“ (оригинално име на английски: The Curse of Frankenstein), като този път използват класическия метод на филма на Universal. Филмът заема ключова позиция: Той е не само началото на безкрайна поредица от филми на ужасите и продължения, за които името на продуцентската компания, въпреки многобройните смесвания с други жанрове, е синоним, той също е в основата на тясно свързаните кариери на Питър Кушинг и Кристофър Лий. Освен това първоначалното използване на тъмночервена кръв пред камерата в този филм се смята от съвременните специалисти за поставянето на началото на „splatter films“ като жанр в киното. Огромният финансов успех на филма е последван от други продължения, в които историята е разказана на части, който са изключително разнообразни.
През 70-те години сериалът, както и класическият филм на ужасите, бидейки под натиска на растящата сила на splatter films и съвсем различния жанр Eastern, не намира вече толкова почитатели. Лентата изглежда застаряла и използваема само във второкласни телевизионни филми. По това време обаче излиза успешната пародия на Мел Брукс „Младият Франкенщайн“ (1974).
През 1994 г. най-накрая излиза филмът „Франкенщайн“ с Робърт Де Ниро като съществото от кината, затова се ползва с легитимност, че разказва историята както е в литературния оригинал. Въпреки някои очевидни несъответствия, филмът може да издържи оценяването на Запада. Режисьор е Кенет Брана, който също така е и в ролята на Виктор Франкенщайн. Въз основа на „Франкенщайн“ от Шели през 2004 г. излиза друга адаптация, телевизионен сериал, с времетраене от 204 минути с германското име „Създанието - мразен и преследван“ (оригинал на немски език: Die Kreatur – Gehasst und gejagt) от Кевин Конър.
През 2004 г. излиза филмът „Ван Хелзинк“, в който Франкенщайн и чудовището са важни второстепенни герои.
Също така анимационният филм „Игор“, 2008 г., от режисьора Тони Леондис обхваща темата, свързана с Франкенщайн. В него гърбавият Игор сътворява женско чудовище, което се оказва мило и обичливо.

## Театрални постановки
Вентрилоквистът, кукловодът и специалистът по ефектите Фил Николс е главният режисьор на адаптацията в театъра Country Playhouse в Хъдсън, Тексас през 2012 г. В допълнение, той също режисира заедно с The Sick и Twisted Tale of Frankenstein: The Undying Monster, игрален филм.
Кралският национален театър в Лондон представя една театрална версия, която се е изпълнявала на сцена до 2 май 2011 г. Пиесата е написана от Ник Диър, режисирана е от Дани Бойл. Джони Лий Милър и Бенедикт Къмбърбач са в ролите на Виктор Франкенщайн и Създанието, както се редуват всеки ден кой коя роля да играе. От 17 и 24 март пиесата се играе на живо и в кинозали.

## Франкенщайн в България
От 2012 г. зрителите могат да гледат постановката „Франкенщайн“ и в българските театри. Текст: Ани Васева и Боян Манчев, художникът е Аглика Терзиева и Майтия Цибулка, графично оформление Георги Шаров, драматург: Боян Манчев, участват Леонид Йовчев, Петър Генков, Екатерина Стоянова.  „Франкенщайн“ е спектакъл, замръзнал в пресечната точка на началото, когато още нищо не се е случило и края, когато всичко вече е било. „Франкенщайн“ е поглед от високо, поглед назад. Франкенщайн е първото и последното ни голямо действие. Нашата техника за живот и за смърт, нашето изтриване на тлеенето помежду. Ние сме Франкенщайн и не отстъпваме нито крачка от думата и камъка си. Ние сме Франкенщайн. 
През 2013 г. излиза книгата „Великденско вино и Франкенщайн“ от Константин Илиев. Той нарича събраните в тази книга текстове „субстанции с различна клетъчна структура“. Основният от тях е на тема взаимоотношението между литература и история. В него се проследяват перипетии от сценичния живот на пиесата „Великденско вино“ във връзка с продължаващите вече 140 години спорове за обстоятелствата около гибелта на Васил Левски. Останалите текстове са: статия, посветена на една от станциите по последния път на Апостола, публикувано интервю, както и пиесата „Великденско вино“. 
В България вече има сателитното излъчване на постановките на Кралския национален театър. Това е част от глобалната програмата National Theatre LIVE, която се осъществява в България благодарение на партньорството между Британския съвет, Cinema City, Програмата „Световен театър в София“ на Международния театрален фестивал „Варненско лято” и Столичната община. Носителят на Оскар Дани Бойл („Трейнспотинг“, „127 часа“, „Беднякът милионер“) се завърна в театъра, главно за да постави тази прозорлива пиеса с участието на Бенедикт Къмбърбач  и Джони Лий Милър в главните роли. 
„Този Франкенщайн е различен. Тук чудовището получава глас, за да разказва, за да поставя въпроси за себе си и човечеството. Създаден и захвърлен, но надарен с интелект и съдбата да учи бързо, за да се сблъска със злобата към различното, но и с красотата на всичко което ни заобикаля. Създанието тук е чудовищно, но и много човешко.“ 
На 15 януари 2014 г. и 16 януари 2014 г. бяха излъчени „Франкенщайн І“ и „Франкенщайн ІІ“ в кината Cinema City, а на живо е излъчен на 8-и и 18 юни. Прожекции през лятото имаше и във Варна (по време на Международния театрален фестивал „Варненско лято“), в Пловдив, Бургас, Русе и Стара Загора. Представлението има субтитри на български и английски език и не е подходящо за лица под 15 години.
Противно на предубежденията, живото представление е заснето, без да страда театралността. Зрителят вижда онова, което с просто око едва ли би могъл. Благодарение на камерата получава представа за цялата сцена, но и за детайлите в актьорската игра.
Много литературоведи в България смятат романа на Мери Шели за произведение, което заслужава вниманието на българските читатели. Внимание, което ще може да оцени различните аспекти на произведението. Огнян Ковачев , Ваня Петкова , Леона Асланова  и Галина Иванова  разработват задълбочени анализи на различните проблеми във „Франкенщайн“.